# Armand-François de Menou
Armand-François de Menou est un noble et militaire français né en 1627 et décédé en 1703 issu de la très ancienne et nombreuse famille de Menou. Il était fils de François (2) de Menou, capitaine de cavalerie, et de Marie de Brisson, dame de Nanvignes (mariés en 1625). 
Devenu Marquis de Menou et de Charnizay, il est également le seigneur de Nanvignes (ancien nom de Menou, Nièvre), Prunay-le-Gillon (Eure-et-Loir), Obterre (Indre), Menestreau (Nièvre), Villiers (Nièvre), Colméry (Nièvre) et autres lieux. 
Enseigne à 15 ans, Armand-François de Menou est ensuite colonel dans le régiment de la reine-mère, puis enseigne dans le régiment des gardes françaises. Il participe à plusieurs batailles : Stenay, Arras, Bordeaux et enfin Montmédy. Blessé au genou, il se retire sur ses terres nivernaises de Nanvignes (1664).
En 1662, à l’âge de 35 ans, il épouse Françoise-Marie de Clère (décédée en 1737 à l’âge de 94 ans), fille d’un gentilhomme normand. Onze enfants vont naître de cette union.
En récompense de ses faits d’armes, le roi Louis XIV érige Nanvignes (Nièvre) en marquisat de Menou en juin 1697.
C’est à Armand-François de Menou que l’on doit la construction du château de Menou, érigé de 1672 à 1681 à l’emplacement de l’ancienne demeure seigneuriale détruite par un incendie.

## Postérité
1. Charles ou François-Charles (1671-1731), 2e marquis de Menou, sgr de Prunay, a épousé en 1703 Marie-Anne-Thérèse Cornuau de la Grandière, s;p.m. survivante ; Sa seconde fille Marie-Louise (1712-1796) épousa en 1734 Louis-Alexandre de Damas-Crux, a.p.. Ils héritèrent du château de Menou[1].
2. Philippe-Louis, enseigne des Chevaux-Légers d'Orléans, mort sans alliance :
3. Louis, dit le bailli de Menou, commandeur de Castre en Flandre, Grand Bailli de Malte, fut ambassadeur de l'Ordre à Bruxelles (ou à Londres, selon Jougla ?) ;
4. Jacques-Joseph, chevalier de Malte ;
5. Augustin Roch de Menou de Charnizay (1681-1767), fut évêque de La Rochelle de 1729 à 1767.
6. André (+ en 1754), comte de Charnizay, lieutenant de Roi à Nantes, gouverneur du Havre, épousa en 1720 sa cousine Marie-Angélique de Brisson  ; ils eurent 3 enfants, dont un fils, N, titré marquis de Menou (?). Époux de Marie-Charlotte de Menou, sa cousine (+e en 1767). Dont postérité ?
7. Marie-Louise, fut prieure des Dames de Viantais (à Beaulieu). (le numéro 7 n'est pas l'ordre de naissance)
8. François-Marguerite, fut prieure après sa sœur. (le n° 8 n'est pas dans l'ordre de naissance)

## Sources
- La Chenaye Desbois et Badier, Dictionnaire de la Noblesse (1868), tome 13, col 654-657 (branche de Charnizay).
- Jacques Jarriot, « Une famille de « bons ménagers » aux XVIIe et XVIIIe siècles », Revue d'histoire moderne et contemporaine, tome XXIII, janvier/février 1976.
- Adolphe de Villenaut, Nobiliaire de Nivernois, 1900.